# Triangulación (política)

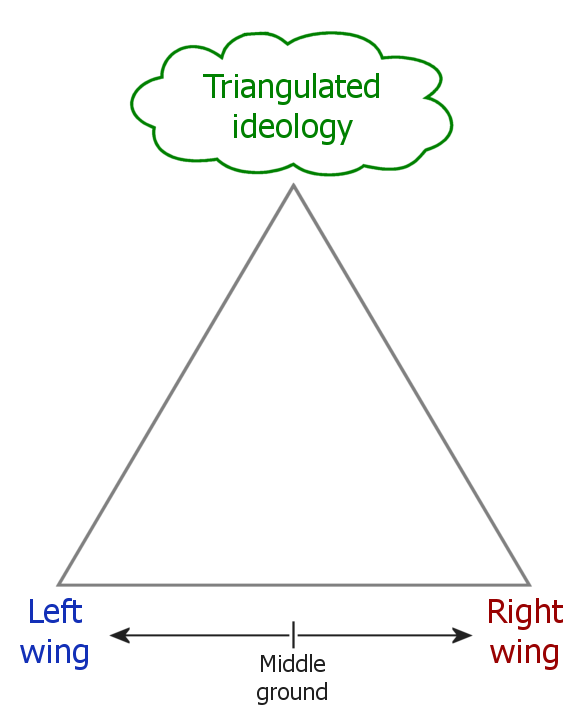
Un esquema conceptual que ilustra triangulación política

En política, la triangulación es una estrategia asociada con el presidente estadounidense Bill Clinton en la década de 1990. El político presenta una posición por encima o entre los lados izquierdo y derecho (o "alas") de un espectro político democrático. Implica adoptar para uno mismo algunas de las ideas de su oponente político. La lógica detrás de esto es que se atribuye el mérito de las ideas del oponente y aísla al triangulador de los ataques sobre ese tema en particular.

## Orígenes
El uso político del antiguo término fue realizado por primera vez por el consejero político en jefe de Bill Clinton, Dick Morris, como una forma de describir su estrategia para que Clinton fuera reelegido en las elecciones presidenciales de 1996. Los republicanos de la oposición habían anotado un triunfo aplastante tomando el control del Congreso en las elecciones de mitad de período de 1994. Clinton necesitaba aprobar leyes y darse crédito por ellas al conquistar una coalición de republicanos y demócratas moderados, abandonando a los demócratas liberales con los que había trabajado anteriormente. En palabras de Dick Morris, la triangulación significaba que "el presidente necesitaba tomar una posición que no solo combinara lo mejor de las opiniones de cada parte, sino que también las trascendiera para constituir una tercera fuerza en el debate". En los artículos y libros de noticias, a veces se le conoce como "triangulación clintónica". Morris abogó por un conjunto de políticas diferentes de las políticas tradicionales del Partido Demócrata. Estas políticas incluían desregulación y presupuestos equilibrados. Una de las piedras angulares más citadas de la estrategia de triangulación de Clinton fue cuando, en su discurso de 1996 sobre el estado de la Unión, Clinton declaró que "la era del gran gobierno ha terminado".

## Uso reciente
Los políticos que presuntamente utilizaron la triangulación más recientemente incluyen al presidente estadounidense Barack Obama, la ex secretaria de Estado estadounidense Hillary Clinton, Tony Blair con el "Nuevo Laborismo" en el Reino Unido, Jean Chrétien y Paul Martin con el Partido Liberal de Canadá, Fredrik Reinfeldt con "Los Nuevos Moderados" en Suecia, y Bob Hawke, Paul Keating y Kevin Rudd del Partido Laborista Australiano .
Durante el discurso sobre el estado de la Unión de 2010, el presidente Obama insistió en que se mantendría en su agenda frente a las críticas, en lugar de recurrir a la triangulación.

## Otras lecturas
- Bruce F. Nesmith y Paul J. Quirk, "Triangulación: posición y liderazgo en la política interna de Clinton". en 42: Inside the Presidency of Bill Clinton editado por Michael Nelson en al. (Cornell UP, 2016) págs. 46-76.

- Datos: Q7840153